# Habenaria stenoceras
Habenaria stenoceras är en orkidéart som beskrevs av Victor Samuel Summerhayes. Habenaria stenoceras ingår i släktet Habenaria och familjen orkidéer. Inga underarter finns listade i Catalogue of Life.